# Carla Dunlap
Carla Dunlap (Newark, 22 ottobre 1954) è un'ex culturista statunitense.

## Biografia
Nativa della città di Newark, situata nello Stato del New Jersey, si avvicinò al mondo dello sport già da bambina praticando ginnastica e più tardi il nuoto. Frequentò la Newark School of Fine and Industrial Art, conseguendo una laurea in grafica pubblicitaria. Nel 1977 vinse una medaglia d'oro nel nuoto ai campionati nazionali a squadre juniores, mentre l'anno successivo colse un di bronzo al National Sports Festival.

## Gare disputate e piazzamenti
- 1979 IFBB Best In The World - 5ª classificata
- 1980 AAU Ms. America #1 - 1ª classificata
- 1980 Eastern Cup - 1ª classificata
- 1980 Ms. Atlantic Shore - 2ª classificata
- 1980 Bodybuilding Expo I - 1ª classificata
- 1980 NPC USA Championship - 9ª classificata
- 1980 NPC Nationals - 3ª classificata
- 1981 Giochi mondiali – 4ª classificata (pesi medi)
- 1981 NPC USA Championship - 2ª classificata (pesi massimi)
- 1981 NPC Nationals - 1ª classificata (pesi massimi e assoluta)
- 1981 Pro World Championship - 4ª classificata
- 1981 Night of Champions - 1ª classificata
- 1982 Super Bowl of Bodybuilding I - 1ª classificata
- 1982 AFWB American Championships - 1ª classificata (pesi massimi e assoluta)
- 1982 Swedish Grand Prix - 1ª classificata
- 1982 NPC USA Championship - 2ª classificata (pesi massimi)
- 1982 NPC Nationals - 1ª classificata (pesi massimi e assoluta)
- 1982 IFBB Ms. Olympia - 2ª classificata
- 1982 Pro World Championship - 1ª classificata
- 1983 IFBB Ms. Olympia - 1ª classificata
- 1983 IFBB Caesars World Cup (Grand Prix Las Vegas) - 1ª classificata
- 1984 Pro World Championship - 2ª classificata
- 1984 IFBB Ms. Olympia - 4ª classificata
- 1985 IFBB Ms. Olympia - 4ª classificata
- 1986 IFBB Ms. Olympia - 9ª classificata
- 1987 IFBB Ms. Olympia - 12ª classificata
- 1988 Pro World Championship - 10ª classificata
- 1988 IFBB Ms. Olympia - 9ª classificata
- 1993 Ms. International - 13ª classificata

| Controllo di autorità | VIAF (EN) 29221986 · ISNI (EN) 0000 0000 4608 0772 · LCCN (EN) no2003059876 |